# Руски Крстур
Руски Крстур (русин. Руски Керестур) је село у општини Кула, у Западнобачком округу, у Војводини, у Србији. По попису из 2022. године има 3.846 становника, претежно припадника русинске националности. Руски Крстур је и културни центар ове националне мањине у Војводини. Према попису из 2002. године, село је имало 5213 становника.
Овде се налазе Сеоска кућа у Руском Крстуру и Водица (Руски Крстур).

## Географски положај
Село се налази на 45°33'45" географске ширине и 19°25'16" географске дужине. То је простор средње Бачке који се одликује повишеним лесним заравнима. Село је се југозападним делом наслоњено на канал Косанчић — Мали Стапар који припада систему канала ДТД. Кроз село пролази магистрални пут М-3 (Богојево — Каравуково — Оџаци — Кула — Врбас), који га добро повезује са свим деловима Војводине.

## Историја
Насеље Крстур се помиње још 1495. године, као место у Бачкој жупанији. Током већег дела 16. и 17. века, Крстур је био под турском влашћу, а ослобођен је за време Бечког рата (1683-1699). Према попису становништва из 1715. године, Крстур је био мало насеље са свега 11 домаћинстава, а тај број се постепено повећавао, тако да је 1720. године пописано 14, а 1725/6. године 20 домаћинстава. То првобитно (српско) становништво раселило се крајем 1730-тих година, тако да се Крстур већ 1742. године помиње као пустара.
Прекретница у историји тадашњег Великог Крстура догодила се средином 18. века, доласком карпатских Русина. Процес организованог досељавања Русина у Бачку започео је већ током пролећа 1745. године, када су државне (коморске) власти склопиле уговор са групом русинских досељеника, који су пристигли у Кулу, односно на костељску пустару, тако да се поменута година (1745) међу Русинима у Србији обележава као почетак њиховог досељавања, а тим поводом је 1995. године у Новом Саду одржан и пригодан научни скуп, којим је обележена 250. годишњица (1745-1995) досељавања Русина на ове просторе.
Шест година након склапања првог уговора о досељавању Русина у Кулу, коморске власти су посебним уговором од 17. јануара 1751. године одобриле досељавање 200 русинских породица у оближњи Крстур, уз услов да досељеници морају бити гркокатоличке вероисповести. Први досељеници у Крстур били су управо Русини из Куле (1751), којима су се током наредних година придружиле нове групе русинских досељеника из разних угарских места. Русински досељеници су водили порекло из старог завичаја, званог Хорњица (традиционални назив за просторе на североистоку Краљевине Угарске, у подножју Карпата), а велика већина је потицала из шире области између Кошица, Ужгорода и Мишколца.
За време аустроугарске власти, место је носило назив Велики Крстур, односно Бачки Крстур, а недуго након уласка у састав Краљевине СХС (1918) назив је промењен у Руски Крстур, чиме је истакнут значај овог места за русински народ у новоствореној држави.
Током новије историје, Руски Крстур је био место одржавања бројних догађаја и манифестација од значаја за русински народ у Србији. Тако је 28. децембра 1990. године управо у овом месту била одржана оснивачка скупштина Матице русинске (рсн. Руска матка). Руски Крстур је потом био домаћин трећег (1995) и десетог (2009) заседања Светског конгреса Русина.
Прва електорска скупштина Националног савета русинске националне мањине одржана је 2. новембра 2002. године такође у Руском Крстуру, који је уједно постао и стално седиште НСРНМ.
Руски Крстур је 28. августа 2003. године постао седиште новоустановљеног Апостолског егзархата за гркокатолике у Србији и Црној Гори. Егзархат је 6. децембра 2018. године уздигнут је на степен епархије, под званичним називом: Гркокатоличка епархија Светог Николе у Руском Крстуру, чиме је био потврђен значај овог места за гркокатоличку заједницу у Србији.
Приликом разматрања иницијативе за оснивање Завода за културу војвођанских Русина, постојала је замисао да седиште ове значајне установе, у складу са политиком децентрализације, буде у Руском Крстуру као највећем русинском месту у Србији. Уочи покрајинских избора, који су били расписани за мај 2008. године, покрајинске власти су 10. марта донеле одлуку о оснивању завода, са изричитом одредбом (члан. 2) која је прописивала да ће седиште завода бити управо у Руском Крстуру.
Међутим, након покрајинских избора, када је предизборна обећања требало реализовати, део заводског руководства је почео да заговара идеју о Новом Саду као прикладнијем седишту. Томе се успротивио заводски Управни одбор, који се током 2009. и 2010. године изјаснио у прилог Руског Крстура. Пошто се тадашњи заводски директор Мирослав Кевежди јавно изјаснио против крстурске опције, покрајинске власти су крајем 2011. године у сарадњи са новоизабраним (трећим) сазивом русинског Националног савета, извршиле измену оснивачког акта, одредивши Нови Сад као седиште завода.
Због таквих и сличних проблема, у Руском Крстуру су у неколико наврата биле покретане иницијативе за оснивање посебне крстурске општине, али ни једна од тих иницијатива није реализована.
У међувремену, непосредно након избора за тећи сазив Националног савета (2010), новоизабрани председник Славко Рац је најавио да ће из Руског Крстура бити измештено и седиште Националног савета, што је наишло на отпор јавности, тако да се од тог пресељења одустало.

## Демографија
У насељу Руски Крстур живи 4154 пунолетна становника, а просечна старост становништва износи 41,2 година (39,6 код мушкараца и 42,6 код жена). У насељу има 2036 домаћинстава, а просечан број чланова по домаћинству је 2,54 (попис 2002).
Ово насеље је углавном насељено Русинима (према попису из 2002. године), а у последња три пописа, примећен је пад у броју становника.
|  |

| Демографија | Демографија | Демографија |
| Година      | Становника  | Становника  |
| ----------- | ----------- | ----------- |
| 1948.       | 5.874       |             |
| 1953.       | 6.115       |             |
| 1961.       | 5.873       |             |
| 1971.       | 5.960       |             |
| 1981.       | 5.826       |             |
| 1991.       | 5.636       | 5.536       |
| 2002.       | 5.213       | 5.490       |
| 2011.       | 4.585       | 4.868       |

| Етнички састав према попису из 2002.‍ | Етнички састав према попису из 2002.‍ | Етнички састав према попису из 2002.‍ | Етнички састав према попису из 2002.‍ | Етнички састав према попису из 2002.‍ |
| ------------------------------------ | ------------------------------------ | ------------------------------------ | ------------------------------------ | ------------------------------------ |
|                                      |                                      |                                      |                                      |                                      |
| Русини                               | Русини                               |                                      | 4.483                                | 85,99%                               |
| Срби                                 | Срби                                 |                                      | 263                                  | 5,04%                                |
| Роми                                 | Роми                                 |                                      | 76                                   | 1,45%                                |
| Мађари                               | Мађари                               |                                      | 73                                   | 1,40%                                |
| Украјинци                            | Украјинци                            |                                      | 61                                   | 1,17%                                |
| Хрвати                               | Хрвати                               |                                      | 38                                   | 0,72%                                |
| Црногорци                            | Црногорци                            |                                      | 37                                   | 0,70%                                |
| Југословени                          | Југословени                          |                                      | 31                                   | 0,59%                                |
| Словаци                              | Словаци                              |                                      | 30                                   | 0,57%                                |
| Муслимани                            | Муслимани                            |                                      | 9                                    | 0,17%                                |
| Словенци                             | Словенци                             |                                      | 3                                    | 0,05%                                |
| Македонци                            | Македонци                            |                                      | 3                                    | 0,05%                                |
| непознато                            | непознато                            |                                      | 26                                   | 0,49%                                |

| \| \| м \| \| \| ж \| \| ? \| 0 \| \| \| 3 \| \| 80+ \| 52 \| \| \| 98 \| \| 75—79 \| 80 \| \| \| 137 \| \| 70—74 \| 121 \| \| \| 197 \| \| 65—69 \| 135 \| \| \| 165 \| \| 60—64 \| 155 \| \| \| 183 \| \| 55—59 \| 145 \| \| \| 133 \| \| 50—54 \| 172 \| \| \| 140 \| \| 45—49 \| 185 \| \| \| 207 \| \| 40—44 \| 208 \| \| \| 182 \| \| 35—39 \| 204 \| \| \| 180 \| \| 30—34 \| 172 \| \| \| 168 \| \| 25—29 \| 155 \| \| \| 150 \| \| 20—24 \| 147 \| \| \| 139 \| \| 15—19 \| 177 \| \| \| 162 \| \| 10—14 \| 142 \| \| \| 174 \| \| 5—9 \| 154 \| \| \| 138 \| \| 0—4 \| 127 \| \| \| 126 \| \| Просек : \| 39,6 \| \| \| 42,6 \| |      |  |  |      |
| |      |  |  |      |
| | м    |  |  | ж    |
| ? | 0    |  |  | 3    |
| 80+ | 52   |  |  | 98   |
| 75—79 | 80   |  |  | 137  |
| 70—74 | 121  |  |  | 197  |
| 65—69 | 135  |  |  | 165  |
| 60—64 | 155  |  |  | 183  |
| 55—59 | 145  |  |  | 133  |
| 50—54 | 172  |  |  | 140  |
| 45—49 | 185  |  |  | 207  |
| 40—44 | 208  |  |  | 182  |
| 35—39 | 204  |  |  | 180  |
| 30—34 | 172  |  |  | 168  |
| 25—29 | 155  |  |  | 150  |
| 20—24 | 147  |  |  | 139  |
| 15—19 | 177  |  |  | 162  |
| 10—14 | 142  |  |  | 174  |
| 5—9 | 154  |  |  | 138  |
| 0—4 | 127  |  |  | 126  |
| Просек : | 39,6 |  |  | 42,6 |

| Година пописа     | 1948. | 1953. | 1961. | 1971. | 1981. | 1991. | 2002. |
| ----------------- | ----- | ----- | ----- | ----- | ----- | ----- | ----- |
| Број домаћинстава | 1.724 | 1.921 | 1.994 | 2.112 | 2.177 | 2.167 | 2.036 |

| Број чланова      | 1   | 2   | 3   | 4   | 5   | 6  | 7 | 8 | 9 | 10 и више | Просек |
| ----------------- | --- | --- | --- | --- | --- | -- | - | - | - | --------- | ------ |
| Број домаћинстава | 512 | 608 | 383 | 409 | 100 | 19 | 2 | 2 | 1 | 0         | 2,54   |

| Пол    | Укупно | Неожењен/Неудата | Ожењен/Удата | Удовац/Удовица | Разведен/Разведена | Непознато |
| ------ | ------ | ---------------- | ------------ | -------------- | ------------------ | --------- |
| Мушки  | 2.108  | 599              | 1.325        | 111            | 72                 | 1         |
| Женски | 2.244  | 368              | 1.336        | 438            | 101                | 1         |
| УКУПНО | 4.352  | 967              | 2.661        | 549            | 173                | 2         |

| Пол    | Укупно                    | Пољопривреда, лов и шумарство | Рибарство                            | Вађење руде и камена | Прерађивачка индустрија       |
| ------ | ------------------------- | ----------------------------- | ------------------------------------ | -------------------- | ----------------------------- |
| Мушки  | 1.088                     | 479                           | 6                                    | 0                    | 314                           |
| Женски | 639                       | 265                           | 1                                    | 0                    | 118                           |
| Укупно | 1.727                     | 744                           | 7                                    | 0                    | 432                           |
|        |                           |                               |                                      |                      |                               |
| Пол    | Производња и снабдевање   | Грађевинарство                | Трговина                             | Хотели и ресторани   | Саобраћај, складиштење и везе |
| Мушки  | 9                         | 54                            | 70                                   | 16                   | 22                            |
| Женски | 2                         | 1                             | 63                                   | 16                   | 4                             |
| Укупно | 11                        | 55                            | 133                                  | 32                   | 26                            |
|        |                           |                               |                                      |                      |                               |
| Пол    | Финансијско посредовање   | Некретнине                    | Државна управа и одбрана             | Образовање           | Здравствени и социјални рад   |
| Мушки  | 3                         | 7                             | 25                                   | 36                   | 13                            |
| Женски | 3                         | 6                             | 12                                   | 68                   | 74                            |
| Укупно | 6                         | 13                            | 37                                   | 104                  | 87                            |
|        |                           |                               |                                      |                      |                               |
| Пол    | Остале услужне активности | Приватна домаћинства          | Екстериторијалне организације и тела | Непознато            | Непознато                     |
| Мушки  | 21                        | 0                             | 0                                    | 13                   | 13                            |
| Женски | 3                         | 0                             | 0                                    | 3                    | 3                             |
| Укупно | 24                        | 0                             | 0                                    | 16                   | 16                            |

У последњих 50-ак година, број становништва Руског Крстура опада. За то има више разлога. Први разлог је негативан природни прираштај, што је карактеристика целе регије. Други разлог је мигрирање становништва. До '90-их година млади су одлазили на школовање у веће центре (Кула, Нови Сад, Суботица...) и тамо су остајали. Током кризе и ратова у деведесетима Русини су почели емигрирати у западне земље, највише у Канаду. Данас у Канади живи велики број бивших становника Руског Крстура, а и осталих места где живе Русини.

## Религија
Становништво Руског Крстура је (готово у целини) хришћанске вероисповести. Велику већину чине гркокатолици, а на другом месту по бројности налазе се православци.
Крстурски гркокатолици су највећим делом русинске народности. Своју парохију добили су недуго по досељавању (1751), а током наредних година су изградили и прву (малу) цркву. Данашња катедрална црква изграђена је 1784. године и посвећена је Преносу Моштију св. Николе. Руски Крстур је од 2003. до 2018. године био центар Гркокатоличког апостолског егзархата, који је 2018. године преуређен у Крстурску епархију, чиме је црква св. Николе постала катедрална (саборна) црква. Поред села изграђена је 1859. године и црквица „Водица“, на месту где су се годинама пре њене изградње догађала оздрављења и приказања Богородице. У Руском Крстуру живе монахиње „Сестре службенице Пресвете Богородице“ и „Мале сестре“.
Крстурски православци су највећим делом српске националности. Потпадају под надлежност Бачке епархије Српске православне цркве. Средином 18. века, када су тадашњи крстурски православци покушали да установе своју парохију, државне власти су спречиле њено оснивање, након чега су православне породице биле присиљене да напусте Крстур. Тадашње протеривање православаца из Крстура извршено је уз изричито позивање државних власти на акт од 17. јануара 1751. године, који је прописивао да се досељавање у Крстур дозвољава само гркокатолицима.
Национални савет русинске националне мањине се у априлу 2007. године, приликом одлучивања о избору датума који ће бити прослављан као национални празник Русина у Србији, определио  за 17. јануар, као датум потписивања Уговора о насељавању 200 русинских гркокатоличких породица  1751. године. Ова рестриктивна одредба после досељавања била је узрок верских спорова па и исељавања неколико православних породица из Руског Крстура.

## Образовање и култура
Руски Крстур је културни и просветни и верски центар Русина Србије. Прва школа је почела са радом 1753. као Тривијална школа, где се учило читање, писање, рачунање и основе црквеног певања са веронауком. Школа је на крају 19. века постала државна.
Данас у Руском Крстуру делује забавиште, основна школа на русинском језику и Гимназија која је једина средња школа са русинским као наставним језиком у Европи. Гимназија има и одељења на српском наставном језику. Од 2009. године, осим гимназије, у истој школи отворен је и смер туристички техничар на српском наставном језику.
У Руском Крстуру се већ више од 60 година одржавају централне културне манифестације Русина у Србији. Најзначајнији су Фестивал културе „Црвена ружа“, затим „Драмски меморијал Петра Ризнича-Ђађе“, као и културна манифестација „Костелникова јесен“. Организатор ови манифестација и културног живота у месту је Дом Културе.
У Руском Крстуру се  налази седиште Националног савета русинске националне мањине у Србији, Матице русинске, музеј, галерија, архива НИУ "Руске слово", и богата црквена архива.

## Привреда
Због изузетно плодне земље у Крстурском атару, становништво се од досељења, бавило пољопривредом. Она је заједно са веома развијеним занатством дуго година била окосница привреде села. Број пољопривредна газдинства се смањује али она постају све већа и све опремљенија најсавременијом механизацијом. Некада развијена производња млека и тов свиња и јунади су готово нестали. У селу постоји фабрика за прераду поврћа са хладњачом капацитета око 10.000 тона дубоко замрзнутог поврћа. Руски Крстур је врло познат по производњи паприке и другог поврћа. Одређени број становништва је запослен у погонима за производњу намештаја, од којих многи запошљавају по више десетина радника . Поред тога у Крстуру постоје два шаранска рибњака укупне површине око 150 хектара и неколико савремених воћњака јабука, крушака и лешника и савремена стакленичка производња цвећа и пластеничка производња раног поврћа.

## Спорт
Спорт има дугу традицију. 1923. је основан фудбалски клуб „Русин“, из којег је касније израсло истоимено спортско друштво. Ово спортско друштво негује бројне спортове, а бави се и организацијом спортских игара „Јаша Баков“, на којима учествују у турнирима сви русински клубови.